# Cricklade St Sampson
Cricklade St Sampson var en civil parish fram till 1899 då den blev en del av Cricklade, i grevskapet Wiltshire, i England. Civil parish var belägen 10 km från Swindon och hade 1 249 invånare år 1891.